# 石川洋
石川 洋（いしかわ ひろし、1959年7月24日 - 2013年1月6日）は、NHKの元チーフアナウンサー。

## 来歴
神奈川県川崎市出身。神奈川県立新城高等学校、明治大学を卒業。
1983年（昭和58年）にNHKに入局。
入局以来スポーツアナウンサーとして数多くの競技・大会等の中継に携わり、特にオリンピック中継では北島康介がアテネオリンピックで金メダルを獲得した際のインタビューを担当するなど、数々の名場面に立ち会った人物でもある。
1995年（平成7年）の夏にはグアムで地震に遭遇。現地から中継し、会長賞を受賞した経験を持つ。
配属局としては長野放送局、神戸放送局、東京アナウンス室、広島拠点放送局、大阪拠点局、G-Media出向など。
その後体調を崩して療養中であったが、2013年（平成25年）1月6日、東京都内の病院で急逝した。53歳没。

## 実況での名言
- 「北島強いぞ。もはや無敵。大勝利、北島康介金メダルです」 - 北京オリンピック・男子200m平泳ぎ決勝[4]。
- 「鐘が鳴る! 鐘が鳴る! 金メダルへの鐘が鳴る!!」 - バンクーバーオリンピック・スピードスケート女子チームパシュート決勝。しかし、日本は最後に0秒02差でかわされて金メダルを逃している。
- 「勝って泣く顔があります。負けて笑う顔があります」 - 第80回全国高等学校野球選手権大会準々決勝第1試合・PL学園対横浜の試合終了後[5]。敗者側であるPLの投手・上重聡（現：日本テレビアナウンサー）に笑顔が、勝者側の横浜の捕手・小山良男が号泣する場面があったことに由来。

## 現役時代の出演番組
- FMリクエストアワー(NHK神戸放送局)
- 各種スポーツ中継（NHKプロ野球、メジャーリーグ、高校野球、NBA、ラグビー、ロードレース、水泳、柔道など）
- NHKニュースおはよう日本（平日スポーツキャスター、1993・1994年度）
- お好みワイドひろしま（メインキャスター、1997年度）
- オリンピック中継での実況
  - アトランタオリンピック
  - 長野オリンピック（ハイビジョン放送の実況）
  - シドニーオリンピック（高橋尚子金メダル中継）
  - アテネオリンピック（北島康介の金メダル中継とインタビューを担当（「チョー気持ちいい!!」が有名））
  - トリノオリンピック（開会式実況、荒川静香への金メダル決定直後のインタビュー）
  - 北京オリンピック（100メートル平泳ぎ、200メートル平泳ぎにおける北島康介の優勝を実況）
  - バンクーバーオリンピック（スピードスケート500mメダル、女子パシュート銀メダル中継他）
- ホリデーインタビュー（2002年（平成14年）5月4日）
- ドーハアジア大会（閉会式実況）